# Dany Heatley
Daniel „Dany“ James Heatley (* 21. ledna 1981, Freiburg im Breisgau, Západní Německo) je bývalý kanadský hokejový útočník naposledy hrající v týmu Nürnberg Ice Tigers. V sezóně 2001–02 získal cenu pro nejlepšího nováčka NHL: Calder Memorial Trophy. Heatley reprezentoval Kanadu na šesti mistrovstvích světa, dvou olympijských hrách a na světovém poháru. Je nejlepším kanadským reprezentačním střelcem historie.

## Mládí
Heatley se narodil v Německu Karin a Murray Heatleyovým v době, kdy jeho otec hrál tamější hokejovou ligu. Když Murray Heatley ukončil hráčskou kariéru, tak se rodina usadila v kanadském Calgary. Protože se Dany narodil v Německu a jeho matka je Němka, tak má dvojí – kanadské i německé – občanství. Na mezinárodních akcích reprezentoval Kanadu.

## Klubová kariéra

### Amatérská a univerzitní kariéra
Heatley hrál v nižší kanadské lize Alberta Midged Hockey League (AMHL) za Calgary Buffaloes. V sezoně 1997–98 se stal nejlepším střelcem ligy, za což získal Harry Allen Memorial Trophy. V té sezoně vedl Buffaloes k bronzové medaili v Air Canada Cupu, na kterém byl vyhlášen nejlepším střelcem a nejlepším hráčem turnaje.
Následně se Heatley rozhodl pro hraní univerzitního hokeje ve Spojených státech amerických. Než ovšem dosáhl vhodného věku, působil jednu sezónu (1998–99) v Alberta Junior Hockey League (AJHL) v týmu Calgary Canucks. Vstřelil 70 gólů a připsal si 126 bodů v 60 zápasech, díky čemuž byl vyhlášen nejlepším hráčem AJHL a kanadských juniorských lig.
V následující sezóně nastartoval své dvouleté působení na Wisconsinské univerzitě, kde hrál za Wisconsin Badgers v lize Western Collegiate Hockey Association (WCHA). Jako nováček byl v roce 2000 jmenován do 1. All-Star týmu WCHA a 2. All-American týmu NCAA West a ve WCHA získal cenu pro nejlepšího nováčka roku. Po sezóně byl ve vstupním draftu 2000 draftován Atlantou Thrashers na 2. místě celkově, hned za brankářem Rickem DiPietrem. Po jeho druhé sezoně strávené ve WCHA (2000–01), ve které byl jmenován do 2. All-Star týmu WCHA a 1. All-American týmu NCAA West, se Heatley rozhodl zříci se dalších dvou let na univerzitě a rozhodl se pro pokračování v kariéře v lize National Hockey League v týmu Atlanta Thrashers.

### Atlanta Thrashers (2001–2004)
Heatley začínal v Atlantě v sezóně 2001–02, kterou vyhrál v bodování nováčků (67) v počtu asistencí nováčků (41) a byl druhý v počtu vstřelených gólů mezi nováčky (26) za spoluhráčem Iljou Kovalčukem. I díky těmto výkonům vyhrál Calder Memorial Trophy pro nejlepšího nováčka sezony NHL.
V sezóně 2002–03 se už ukázal jako superhvězda NHL, když sezónu dokončil na devátém místě v kanadském bodování ligy. Připsal si 41 gólů a 89 kanadských bodů v 77 zápasech, což byl jeho nejlepší výsledek u Thrashers.
29. září 2003 byl Heatley vážně zraněn při automobilové nehodě, poté, co ztratil kontrolu nad svým vozem Ferrari 360. Automobil narazil do zdi, čímž došlo k rozpůlení vozidla a vypadnutí Heatleyho a jeho spolujezdce a spoluhráče Dana Snydera. Heatley utrpěl zlomeninu čelisti, lehký otřes mozku, pohmoždění plic, pohmoždění ledvin a přetrhl si tři vazy v pravém koleni. Snyder byl kriticky zraněn s frakturou lebky a o šest dní později (5. října 2003) zemřel na sepsi. Heatley byl podezřelý ze zabití při autonehodě. Nakonec mu byla přiznána vina druhého stupně za zabití vozidlem. Před autonehodou jel příliš rychle a přiznal se, že před jízdou pil alkohol, ale v krvi mu bylo naměřeno menší promile alkoholu, než byl zákonný limit. Nakonec byl odsouzen na tři roky podmíněně s tím, že soud Heatleymu zakázal jízdu ve vozech, které budou mít více než šest válců a nesmí jezdit více než 112 km/h. Heatley se vyhnul vězení díky tomu, že byla uzavřena soudní dohoda a díky tomu, že se rodina pozůstalých po Danu Snyderovi postavila za Heatleyho.
Kvůli zranění z autonehody začal hrát až v lednu 2004 a stihl pouhých 31 zápasů. Sezóna skončila zklamáním, když se tým nedostal do playoff a Heatley si připsal pouze 25 kanadských bodů. Před koncem sezóny jej rodina Snyderova a fanoušci podporovali. Státní zástupci i soudce se shodli, že by uvěznění Heatleyho k ničemu nebylo.

### Výluka NHL (2004–05)
V sezóně 2004–05 během výluky NHL hrál z počátku za švýcarský tým SC Bern v Nationallize A. Tam hrál vyrovnaně a byl velmi produktivní, když sbíral v průměru více než bod na zápas. V listopadu ho ovšem zabrzdilo zranění (zlomenina orbitální kosti), které vyžadovalo operaci, poté co byl zasažen pukem do levého oka. Výsledkem byla trvale rozšířená zornice. Sezónu dokončil v ruském hvězdně nabitém týmu AK Bars Kazaň hrajícím ruskou Superligu, kde hrál i se svým spoluhráčem z Atlanty a přítelem Iljou Kovalčukem.

### Ottawa Senators (2005–2009)
Před koncem výluky Heatley zažádal vedení Thrashers o výměnu z Atlanty v naději, že odchodem nechá vzpomínky na automobilovou nehodu a její následky za sebou. Tím se stal neoblíbeným mezi fanoušky Thrashers. Zvláště otec Dana Snydera poznamenal, že Heatley dluží mnohé týmu Atlanta Thrashers, který jej podporoval během soudního procesu. 23. srpna 2005 byl vyměněn za slovenskou hvězdu Mariána Hossu a zkušeného obránce Grega de Vriese do Ottawy Senators, se kterou jako omezeně volný hráč podepsal smlouvu na 3 roky na 13,5 miliónů amerických dolarů. Hossa byl vyměněn po podpisu nové smlouvy generálním manažerem Johnem Muclerem, podle kterého byla jeho smlouva příliš vysoká.
V prvním zápase za Ottawu Senators (5. října 2005) proti Torontu Maple Leafs hrál Heatley v útoku s Jasonem Spezzou a Brandonem Bochenskim. Ale když Senators hráli pětiminutové oslabení, tak v útoku místo Bochenskiho nastoupil Daniel Alfredsson, který hned vstřelil gól a tím vznikl nový útok médii nazývaný Pizza line. Poté, co NHL zavedla rozhodování zápasů v základní části nájezdy, tak první kdo vstřelil nájezd byl Daniel Alfredsson a druhý Dany Heatley, kteří skórovali proti brankáři Toronta – Edu Belfourovi. Jejich hokejky jsou díky tomu vystaveny v hokejové síni slávy v Torontu. Ten samý měsíc (29. října) Heatley vstřelil čtyři po sobě jdoucí góly v jednom zápase při vítězství 8:0 proti Torontu Maple Leafs, což je jeho osobní rekord.
Heatley ve svém novém týmu zaznamenal skvělý start a bodoval v každém z jeho prvních 22 zápasů sezóny 2005–06, čímž překonal klubový rekord Mariána Hossy, který bodoval ve 13 po sobě jdoucích zápasech. Heatley skončil sezónu s 50 brankami a 103 body na 4. místě v lize. Heatley jako první v historii týmu vstřelil 50 gólů a překonal rekord Mariána Hossy, který vstřelil 45 gólů v sezóně 2002–03. Heatley také vytvořil rekord se 103 kanadskými body společně s Danielem Alfredssonem a překonali tak týmový rekord 94 bodů Alexeje Jašina ze sezóny 1998–99.
S pročištěným a omlazeným útokem Ottawa vyhrála Východní konferenci a skončila druhá v NHL. Do playoff šli s velkými ambicemi, ale skončili už ve druhém kole, ze kterého vypadli s Buffalem Sabres. Heatley zaznamenal v 10 zápasech 12 bodů. Na konci sezóny byl vybrán do 2. All-Star týmu NHL.
Po slabém startu v sezóně 2006–07 nakonec zaznamenal Heatley opět 50 gólů a skončil v této statistice na druhém místě za Vincentem Lecavalierem. V bodování skončil na pátém místě ligy se 105 body. Heatley byl prvním hráčem s dvěma padesátigólovými sezónami po sobě od sezóny 1999–00, kdy se to povedlo Pavlu Buremu. 105 body překonal svůj a Alfredssonův týmový rekord z předchozí sezóny. Svým výkonem si vysloužil jmenování do 1. All-Star týmu NHL.
Heatley se Senators pokračovali ve skvělých výkonech ze základní části i v playoff, ve kterém se dostali až do finále Stanley Cupu, kde ale prohráli 1-4 na zápasy s Anaheimem Ducks. V playoff se projevila síla útoku Pizza line, když Heatley, Spezza a Alfredsson vévodili kanadskému bodování shodně s 22 kanadskými body.
Před sezónou 2007–08 Heatley prodloužil s Ottawou Senators smlouvu o 6 let na 45 miliónů amerických dolarů. Od výměny hrál Heatley ve 208 zápasech v řadě až do 12. ledna 2008, kdy si při kolizi s Dallasem Drakem vykloubil rameno v zápase s Detroitem Red Wings. Toto zranění pro něj znamenalo vynechání 11 zápasů. Sezónu dokončil se 41 góly, 41 asistencemi a 82 body v 71 zápasech.
Kromě zranění Heatleyho sužovala zranění i ostatní hvězdy Ottawy během celé sezóny. Senators skončili na sedmém místě ve východní konferenci. V playoff prohráli v prvním kole s Pittsburghem Penguins ve všech čtyřech zápasech a vypadli. Heatley si připsal pouze jeden bod.
Heatley byl společně s Chrisem Phillipsem 3. října 2008 jmenován zástupcem kapitána Daniela Alfredssona. V sezóně 2008–09 se Heatleymu přestalo dařit v produktivitě a přestalo se dařit celému útoku. Senators skončili na 11. místě v konferenci, což znamenalo, že se nedostali do playoff.
Po sezóně s jeho nejhorší produktivitou (vyjma sezóny 2003–04, ve které sehrál pouze 31 zápasů) Heatley oznámil pro TSN (The Sports Network), že 9. června 2009 podal žádost o svou výměnu k vedení Ottawy Senators přesto, že uběhl teprve rok od doby, kdy podepsal prodloužení smlouvy o 6 let. Pro Heatleyho se stalo důvodem k žádosti to, že se stal nespokojený se svou rolí v týmu Ottawy na konci sezóny a to zejména poté, co tým začal trénovat nový trenér Cory Clouston. Heatley byl nešťastný ze svého snížení času na ledě a z přeřazení z první do druhé přesilovkové formace. Tyto změny se řešily na schůzce po ukončení sezóny. V rozhovoru s novináři řekl generální manažer Ottawy Senators Bryan Murray, že byl z této žádosti „šokován a zklamán“. Kromě toho uvedl, že trenér Clouston byl zklamán Heatleyho výroky. Heatley se v Ottawě stal velmi neoblíbeným.
Heatleho výměna byla ztížena, protože jeho smlouva, která musí být plněna i novým týmem, zaručovala plat 7,6 miliónů amerických dolarů za sezónu a některé týmy už dosahovaly platového stropu. 30. června byla navržena dohoda s Edmontonem Oilers, ve které by byl vyměněn za Andrewa Cogliana, Dustina Pennera a Ladislava Šmída. Heatley se ale v této výměně odmítl vzdál doložky o nevyměnitelnosti, kterou měl ve smlouvě. Tímto si znepřátelil fanoušky i vedení, jak Ottawy, tak i Edmontonu. Zástupce komisionáře NHL Bill Daly navrhl týmu, aby podal stížnost, díky které měl Heatley v následující sezoně plat 4 milióny amerických dolarů. Tím si ulehčili situaci.

### San Jose Sharks (2009–2011)
12. září 2009 byl vyměněn spolu s výběrem v pátém kole draftu 2010 do San Jose Sharks za Milana Michálka, Jonathana Cheechooa a výběr v druhém kole draftu 2010.
V prvním zápase před domácím publikem (2009–10) v San José proti Columbusu Blue Jackets dal Heatley hattrick a sezonu začal skvěle, když si v první 4 zápasech připsal 9 bodů za 4 góly a 5 asistencí. 20. listopadu při vítězství nad Philadelphií Flyers zaznamenal druhý hattrick, poté co mu na všechny jeho góly nahrával jeho spoluhráč Joe Thornton. V playoff San Jose vypadli až ve finále konference s Chicagem Blackhawks, když rozhodující gól celé série padl v oslabení, které zavinil Heatley. Nicméně trenér Todd McLellan poukázal na to, že Heatley hrál celé playoff s natrženým tříslem.
V následující sezóně se Heatley dostal na svá nejhorší čísla v kariéře, když si v 80 zápasech připsal 26 gólů a 64 bodů v 80 zápasech.

### Minnesota Wild (2011–2014)
3. července 2011 byl Heatley vyměněn do Minnesoty Wild za útočníka Martina Havláta. V Minnesotě se sešel s Devinem Setoguchim, se kterým již dříve hrál. 9. února 2012 vstřelil nejrychlejší gól v historii týmu Wild. Stalo se tak 13 sekund po začátku utkání s Vancouverem Canucks. V sezóně 2012/13 si při šarvátce s Marcem-Edouardem Vlasicem vykloubil rameno a sezóna tak pro něj skončila po 36 utkáních už tak zkrácené sezóny.
V sezóně 2013/14 se Heatlyho forma rapidně propadla. Ke konci sezóny se poprvé v kariéře stal náhradníkem a poté hrál ve čtvrtém útoku.

## Mezinárodní kariéra
Heatley reprezentoval Kanadu na dvou juniorských šampionátech během své dvouleté kariéry na Wisconsinské univerzitě. Poprvé v roce 2000, kdy vyhráli bronz a v zápase o 3. místo rozhodl Heatley vítěznou trefou. V roce 2001 vyhráli také bronz. Heatley si připsal 3 góly a 5 bodů.
Heatley zažil svůj debut v seniorské reprezentaci Kanady na mistrovství světa v roce 2002 po jeho premiérové sezóně v Atlantě Thrashers. Za Kanadu zaznamenal 4 body, ale byli vyřazeni ve čtvrtfinále se Slovenskem. Následující rok dovedl Kanadu svojí produktivitou (7 gólů a 10 bodů) ke zlaté medaili na mistrovství světa 2003 ve Finsku. Poté, co se s Atlantou opět nedostal do playoff, hrál i na mistrovství světa 2004 v České republice. Heatley vévodil statistikám s 11 kanadskými body a vyhrál svoji druhou cenu pro nejlepšího hráče šampionátu. Kanada vyhrála podruhé za sebou zlatou medaili, když porazila Švédsko 5-3 ve finále.
O pár měsíců později hrál s Kanadou na světovém poháru 2004 a ve finále se dvěma asistencemi podílel na vítězství nad Finskem.
Na mistrovství světa v roce 2005 v Rakousku hrál na svém čtvrtém šampionátu v řadě. Při výluce NHL, kdy se šampionátu mohli zúčastnit i všichni hráči NHL, ale Kanada podlehla ve finále České republice.
21. prosince 2005 byl Heatley nominován na soupisku Kanady pro jeho první zimní olympijské hry 2006 v Turíně. Kanada obhajovala zlato, zde ale vypadla už ve čtvrtfinále s Ruskem.
Po tříleté absenci hrál opět na mistrovství světa 2008, kde hrál za Kanadu společně se spoluhráčem z Ottawy Jasonem Spezzou. Heatley ukončil šampionát se ziskem 12 gólů a 8 asistencí v 9 zápasech. Kanada byla ve finále poražena Ruskem v prodloužení. Heatley byl vyhlášen nejlepším hráčem šampionátu, nejlepším útočníkem a byl nominován do All-Star týmu turnaje.
30. prosince 2009 byl Heatley nominován na zimní olympijské hry 2010 ve Vancouveru. Kanada vyhrála ve finále nad USA a Heatley poprvé vyhrál zlatou olympijskou medaili.

## Osobní život
Heatley byl vybrán jako tvář počítačové hry NHL 04 od EA Sports. Nicméně byl v důsledku autonehody a jejích následků nakonec tváří tohoto ročníku videohry Joe Sakic.
Heatley podepsal smlouvu o exkluzivitě s výrobcem sportovního vybavení firmou Easton.

## Individuální úspěchy
- 1996/1997 – Nejužitečnější hráč Air Canada Cupu (Calgary Blazers)
- 1997/1998 – Harry Allen Trophy (Calgary Buffaloes)
- 1998/1999 – Hráč roku AJHL (Calgary Canucks)
- 1998/1999 – Hráč roku Kanadského univerzitního týmu
- 1999/2000 – WCHA 1. All-Star Tým (University of Wisconsin)
- 1999/2000 – Nováček roku WCHA (University of Wisconsin)
- 1999/2000 – NCAA West 2. All-American Tým (University of Wisconsin)
- 2000/2001 – WCHA 2. All-Star Tým (University of Wisconsin)
- 2000/2001 – NCAA West 1. All-American Tým (University of Wisconsin)
- 2001/2002 – Calder Memorial Trophy (Atlanta Thrashers)
- 2001/2002 – NHL 1. All-Rookie Tým (Atlanta Thrashers)
- 2002/2003 – NHL All-Star Game (Východní konference)
- 2002/2003 – Nejužitečnější hráč zápasu NHL All-Star Game (Východní konference)
- 2004 – All-Star Tým MS (Kanada)
- 2004 – Nejlepší útočník MS (Kanada)
- 2004 – Nejužitečnější hráč MS (Kanada)
- 2005/2006 – NHL 2. All-Star Tým (Ottawa Senators)
- 2006/2007 – NHL All-Star Game (Východní konference)
- 2006/2007 – NHL 1. All-Star Tým (Ottawa Senators)
- 2007/2008 – NHL All-Star Game (jmenován, ale nezúčastnil se) (Východní konference)
- 2008 – Nejlepší útočník MS (Kanada)
- 2008 – Nejužitečnější hráč MS (Kanada)
- 2008/2009 – NHL All-Star Game (Východní konference)

## Prvenství
- Debut v NHL – 4. ledna 2001 (Buffalo Sabres proti Atlanta Thrashers)
- První asistence v NHL – 4. ledna 2001 (Buffalo Sabres proti Atlanta Thrashers)
- První gól v NHL – 19. ledna 2001 (Atlanta Thrashers proti New York Rangers, kanadskému brankáři Dan Blackburn)
- První hattrick v NHL – 13. ledna 2003 (Philadelphia Flyers proti Atlanta Thrashers)

## Klubové statistiky
| Sezóna       | Klub                | Soutěž       |     | Základní část | Základní část | Základní část | Základní část | Základní část |    | Play off | Play off | Play off | Play off | Play off |
| Sezóna       | Klub                | Soutěž       | Z   | G             | A             | B             | TM            | Z             | G  | A        | B        | TM       |          |          |
| 1996/1997    | Calgary Blazers     | AMHL         | 25  | 30            | 42            | 72            | 26            | —             | —  | —        | —        | —        |          |          |
| 1997/1998    | Calgary Buffaloes   | AMHL         | 36  | 39            | 42            | 81            | 34            | 10            | 10 | 12       | 22       | 30       |          |          |
| 1998/1999    | Calgary Canucks     | AJHL         | 60  | 70            | 56            | 126           | 91            | 13            | 22 | 13       | 35       | 6        |          |          |
| 1999/2000    | UW–Madison          | WCHA         | 38  | 28            | 28            | 56            | 32            | —             | —  | —        | —        | —        |          |          |
| 2000/2001    | UW–Madison          | WCHA         | 39  | 24            | 33            | 57            | 74            | —             | —  | —        | —        | —        |          |          |
| 2001/2002    | Atlanta Thrashers   | NHL          | 82  | 26            | 41            | 67            | 56            | —             | —  | —        | —        | —        |          |          |
| 2002/2003    | Atlanta Thrashers   | NHL          | 77  | 41            | 48            | 89            | 58            | —             | —  | —        | —        | —        |          |          |
| 2003/2004    | Atlanta Thrashers   | NHL          | 31  | 13            | 12            | 25            | 18            | —             | —  | —        | —        | —        |          |          |
| 2004/2005    | SC Bern             | NL A         | 16  | 14            | 10            | 24            | 58            | —             | —  | —        | —        | —        |          |          |
| 2004/2005    | Ak Bars Kazaň       | RSL          | 11  | 3             | 1             | 4             | 22            | 4             | 2  | 1        | 3        | 4        |          |          |
| 2005/2006    | Ottawa Senators     | NHL          | 82  | 50            | 53            | 103           | 86            | 10            | 3  | 9        | 12       | 11       |          |          |
| 2006/2007    | Ottawa Senators     | NHL          | 82  | 50            | 55            | 105           | 74            | 20            | 7  | 15       | 22       | 12       |          |          |
| 2007/2008    | Ottawa Senators     | NHL          | 71  | 41            | 41            | 82            | 76            | 4             | 0  | 1        | 1        | 6        |          |          |
| 2008/2009    | Ottawa Senators     | NHL          | 82  | 39            | 33            | 72            | 88            | —             | —  | —        | —        | —        |          |          |
| 2009/2010    | San Jose Sharks     | NHL          | 82  | 39            | 43            | 82            | 54            | 14            | 2  | 11       | 13       | 16       |          |          |
| 2010/2011    | San Jose Sharks     | NHL          | 80  | 26            | 38            | 64            | 56            | 18            | 3  | 6        | 9        | 12       |          |          |
| 2011/2012    | Minnesota Wild      | NHL          | 82  | 24            | 29            | 53            | 28            | —             | —  | —        | —        | —        |          |          |
| 2012/2013    | Minnesota Wild      | NHL          | 36  | 11            | 10            | 21            | 8             | —             | —  | —        | —        | —        |          |          |
| 2013/2014    | Minnesota Wild      | NHL          | 76  | 12            | 16            | 28            | 18            | 11            | 1  | 5        | 6        | 4        |          |          |
| 2014/2015    | Anaheim Ducks       | NHL          | 6   | 0             | 0             | 0             | 0             | —             | —  | —        | —        | —        |          |          |
| 2014/2015    | Norfolk Admirals    | AHL          | 25  | 2             | 5             | 7             | 8             | —             | —  | —        | —        | —        |          |          |
| 2014/2015    | San Antonio Rampage | AHL          | 18  | 6             | 7             | 13            | 8             | 3             | 0  | 0        | 0        | 0        |          |          |
| 2015/2016    | Nürnberg Ice Tigers | DEL          | 46  | 17            | 15            | 32            | 30            | 12            | 2  | 3        | 5        | 14       |          |          |
| AMHL celkově | AMHL celkově        | AMHL celkově | 61  | 69            | 84            | 153           | 60            | 10            | 10 | 12       | 22       | 30       |          |          |
| AJHL celkově | AJHL celkově        | AJHL celkově | 60  | 70            | 56            | 126           | 91            | 13            | 22 | 13       | 35       | 6        |          |          |
| WCHA celkově | WCHA celkově        | WCHA celkově | 77  | 52            | 61            | 113           | 106           | —             | —  | —        | —        | —        |          |          |
| NHL celkově  | NHL celkově         | NHL celkově  | 869 | 372           | 419           | 791           | 620           | 77            | 16 | 47       | 63       | 63       |          |          |
| NL A celkově | NL A celkově        | NL A celkově | 16  | 14            | 10            | 24            | 58            | —             | —  | —        | —        | —        |          |          |
| RSL celkově  | RSL celkově         | RSL celkově  | 11  | 3             | 1             | 4             | 22            | 4             | 2  | 1        | 3        | 4        |          |          |

## Reprezentace
| Rok                       | Tým                       | Soutěž                    | Z  | G  | A  | B  | TM |
| ------------------------- | ------------------------- | ------------------------- | -- | -- | -- | -- | -- |
| 2000                      | Kanada 20                 | MSJ                       | 7  | 2  | 2  | 4  | 4  |
| 2001                      | Kanada 20                 | MSJ                       | 7  | 3  | 2  | 5  | 10 |
| 2002                      | Kanada                    | MS                        | 7  | 2  | 2  | 4  | 2  |
| 2003                      | Kanada                    | MS                        | 9  | 7  | 3  | 10 | 10 |
| 2004                      | Kanada                    | MS                        | 9  | 8  | 3  | 11 | 4  |
| 2004                      | Kanada                    | SP                        | 6  | 0  | 2  | 2  | 2  |
| 2005                      | Kanada                    | MS                        | 9  | 3  | 4  | 7  | 16 |
| 2006                      | Kanada                    | OH                        | 6  | 2  | 1  | 3  | 8  |
| 2008                      | Kanada                    | MS                        | 9  | 12 | 8  | 20 | 4  |
| 2009                      | Kanada                    | MS                        | 9  | 6  | 4  | 10 | 8  |
| 2010                      | Kanada                    | OH                        | 7  | 4  | 3  | 7  | 4  |
| Juniorská kariéra celkově | Juniorská kariéra celkově | Juniorská kariéra celkově | 14 | 5  | 4  | 9  | 14 |
| Seniorská kariéra celkově | Seniorská kariéra celkově | Seniorská kariéra celkově | 71 | 44 | 30 | 74 | 56 |